# Deutsche Botschaft Tel Aviv
Die Deutsche Botschaft Tel Aviv ist die diplomatische Vertretung der Bundesrepublik Deutschland im Staat Israel.

## Lage und Gebäude
Die Botschaft liegt im Zentrum von Tel Aviv. Die Straßenadresse lautet: 2, HaShlosha St., Gebäudeteil C, 6706054 Tel Aviv.
Seit April 2023 befindet sich die Kanzlei im Gebäudeteil C des Gebäudes in Tel-Aviv. Auch das Justizministerium von Israel hat seinen Sitz in diesem Gebäude. In direkter Nachbarschaft befindet sich die Menora Mivtachim Arena.
Das Außenministerium von Israel ist 62 km entfernt südöstlich in Jerusalem gelegen und in der Regel in einer Dreiviertelstunde über die Route 1 erreichbar. Der internationale Flughafen Tel Aviv (Flughafen Ben Gurion) liegt in gut 22 km Entfernung südöstlich der Stadt; die Fahrt dauert in der Regel 25 Minuten. Der Hafen Ashdod, der Fährverbindungen nach Limassol (Zypern) und Salerno (Italien) bietet, liegt 40 km südlich und kann in einer halben Stunde erreicht werden.

## Auftrag, Gliederung, Arbeitsweise
Die Deutsche Botschaft Tel Aviv hat den Auftrag, die deutsch-israelischen Beziehungen zu pflegen, die deutschen Interessen gegenüber der Regierung von Israel zu vertreten und die Bundesregierung über Entwicklungen in Israel zu unterrichten.
In der Botschaft werden die Sachgebiete Politik, Wirtschaft, Wissenschaft, Kultur, Entwicklungszusammenarbeit, Arbeit und Soziales sowie Presse bearbeitet. Es besteht ein Militärattachéstab.
Die Botschaft arbeitet mit dem Goethe-Institut Israel zusammen.
Das Referat für Rechts- und Konsularangelegenheiten der Botschaft betreut ganz Israel als konsularischen Amtsbezirk. Es bietet konsularische Dienstleistungen für dort ansässige deutsche Staatsangehörige an. Die Visastelle des Referats stellt Visa für israelische Staatsangehörige aus, die sich länger als 90 Tage in Deutschland aufhalten möchten. Für kürzere Aufenthalte besteht für Inhaber eines israelischen Passes keine Visumspflicht. Die Visastelle ist auch zuständig für Staatsangehörige anderer Länder, die dauerhaft in Israel ansässig sind.
In Haifa und in Eilat sind Honorarkonsuln der Bundesrepublik Deutschland bestellt und ansässig.

## Geschichte
Der Staat Israel entstand 1948, ein Jahr vor der Bundesrepublik Deutschland. Das Verhältnis zwischen Deutschland und Israel war tief geprägt von der Gewaltherrschaft der Nazis und deren Schreckenstaten an Menschen jüdischen Glaubens (Holocaust). Die Regierungschefs David Ben Gurion und Konrad Adenauer unternahmen früh Versuche, Verbindungen zu schaffen. Sie schlossen 1952 das Luxemburger Abkommen zur Vereinbarung finanzieller Unterstützung Israels durch die Bundesrepublik Deutschland. Engeren Beziehungen stand noch die Sorge der bundesdeutschen Seite entgegen, dass im Fall einer Aufnahme diplomatischer Beziehungen mit Israel die arabischen Staaten die DDR offiziell anerkennen könnten; Ägyptens Staatspräsident Nasser hatte Entsprechendes angekündigt.
Nachdem der Staatsratsvorsitzende der DDR, Walter Ulbricht, Ägypten einen offiziellen Besuch abgestattet hatte, bot die von Bundeskanzler Ludwig Erhard geführte Bundesregierung Israel am 7. März 1965 die Aufnahme diplomatischer Beziehungen an. Israels Parlament, die Knesset, stimmte dem zu und am 12. Mai kam die entsprechende Vereinbarung per Notenwechsel zustande.
Am 19. August 1965 wurde die Botschaft in Tel Aviv eröffnet. Am selben Tag überreichte der erste Botschafter, Rolf Friedemann Pauls, sein Beglaubigungsschreiben.
Von 1989 bis März 2023 befand sich die Kanzlei in der 19. bis 22. Etage des 24 Stockwerke hohen Daniel Frisch Turms. Mit der Entscheidung, die von der Bundesbaudirektion entworfenen Kanzleiräume in einem Hochhaus unterzubringen, wurde dort darauf verzichtet, in Israel eigene architektonische Repräsentanz mit Alleinstellungsmerkmalen zu schaffen. Als Kunst am Bau wurde in der Kanzlei Karl Schlammingers Bronzeplastik Der Keim installiert: